# Naoaki Aoyama
Naoaki Aoyama (jap. 青山 直晃, Aoyama Naoaki; * 18. Juli 1986 in Ichinomiya (Aichi), Präfektur Aichi) ist ein ehemaliger japanischer Fußballspieler.

## Karriere

### Verein
Naoaki Aoyama erlernte das Fußballspielen auf der Ikuei-Oberschule Maebashi. Seinen ersten Vertrag unterschrieb er 2005 bei Shimizu S-Pulse, einem Verein, der in der J1 League spielte und in Shizuoka beheimatet ist. Hier absolvierte er 121 Spiele. 2011 wechselte er nach Yokohama zu den Yokohama F. Marinos. Hier kam er auf 17 Einsätze. 2013 ging er zum ebenfalls in der J1 League spielenden Ventforet Kofu nach Kōfu. 2015 zog es ihn nach Thailand. Hier unterzeichnete er einen Vertrag bei Muangthong United, einem Verein, der in Pak Kret, nahe der Hauptstadt Bangkok, beheimatet ist. Mit Muangthong wurde 2015 Vizemeister und 2016 Meister. Den Thai League Cup gewann er mit SCG 2016 und 2017. 2016 wurde der Titel mit Buriram United geteilt. 2017 gewann man das Finale gegen Chiangrai United mit 2:0. Den Thailand Champions Cup sowie die Mekong Club Championship gewann er mit SCG 2017. Nach 108 Spielen ging er 2019 wieder in seine Heimat und schloss sich dem Erstligisten Gamba Osaka aus Suita an. Hier kam er dreimal bei der zweiten Mannschaft, die in der dritten Liga, der J3 League, spielte, zum Einsatz. Anfang 2020 unterschrieb er einen Vertrag beim Drittligisten Kagoshima United FC in Kagoshima. Für Kagoshima absolvierte er 18 Drittligaspiele.
Am 1. Februar 2021 beendete Naoaki Aoyama seine Karriere als Fußballspieler.

### Nationalmannschaft
Naoaki Aoyama lief 2006 elf Mal für die japanische U23–Nationalmannschaft auf und schoss dabei zwei Tore.

## Erfolge
Muangthong United
- Thai Premier League: 2016
- Thai Premier League – 2015  (Vizemeister)
- FA Cup: 2015 (Finalist)
- Kor Royal Cup: 2016 (Finalist)
- Thai League Cup: 2016, 2017
- Thailand Champions Cup: 2017
- Mekong Club Championship: 2017